# 事件 (小説)
『事件』（じけん）は、大岡昇平の推理小説。少年の起こした殺人の審理を中心とする小説である。1961年から翌年まで『若草物語』の題で『朝日新聞』にて連載、加筆修正ののち『事件』と改題し、1977年に新潮社より刊行された。戦後を代表するベストセラーとなった。1978年に日本推理作家協会賞を受賞した。
1978年に『事件』として映画化された。また、NHKを皮切りに、テレビドラマ化が複数回実施されている。

## あらすじ
神奈川県の山林で、若い女性の刺殺死体が発見された。23歳の被害者はこの町の出身で、厚木市でスナックを営んでいた。数日後に警察は19歳の工員を逮捕した。彼は、事件の夕刻、現場付近の山道で地主に目撃されており、事件翌日から被害者の妹と駆け落ちして同棲していた。裁判が開始されたが、召喚される証人から次々と意外な事実が解明されていく。

## 成立背景
裁判制度が本格的に提示されており、アメリカのサッコとヴァンゼッティ事件についてのフランクファターの論文に依拠している。急激な「都市化」が進行中の都市近接農村を舞台としたことで、開発ブームで沸き立つ日本の時代相を描いている。

## 評価
- 拓殖光彦は『事件』のねらいとして「法廷における公判や、法律家たちの実務や日常生活などの迫真の描出」「昭和36年ごろの神奈川県の小さな町における生活や共同体意識の変貌を、事実としての背景の上に加構の人間たちを動かしながら、考察し証言してゆこうとする」ことを挙げている[5]。また、「現代におけるごく一般的な”少年”というものを造形しようと試みていたことも察せられる」とも述べている[5]。
- 菅野昭正は「大岡氏が掘り込もうとしたのは、現代日本で実際に運営されている裁判の姿ではなく、現行の法規のもとで刑事裁判はここまで理想に近づくことができるはずだという、あるべき裁判の構造である」と述べている[6]。
- 犯罪者自身も自分の犯行について、意図的であったのか、全くの偶然であったのか判断できなかったり、また、裁判そのものも偶然性を内包しているということをもこの小説では描いていると鈴木斌は述べている[7]。

## 映画
1978年、野村芳太郎監督により、松竹が製作・配給して映画化。裁判ドラマで、後述の日本の映画賞を受賞した。DVDも同社から発売されている。

### キャスト
菊地弁護士
演 - 丹波哲郎
本作の殺人事件の裁判で被告人・宏の弁護を担当する。本人によると100件もの裁判を抱えるベテラン弁護士。普段は穏やかな性格だが、裁判では証人たちに鋭い口調でまくし立てるように切り込む。
岡部検事
演 - 芦田伸介
弁護士の菊池と裁判で争う。菊地の証人への尋問は、時に質問の関連性が不明だったり証人の名誉を傷つける内容のため何度も異議を申し立てる。証人や証拠品などから宏が殺人を犯したことを立証しようとする。
坂井ヨシ子
演 - 大竹しのぶ
19歳。被害者の妹。宏の恋人で、彼の子を身ごもっている。妊娠を機に駆け落ちし同棲生活を始めるが、数日後宏が逮捕されたことにショックを受ける。ハツ子に寄生して金をもらっていた宮内を「姉ちゃんに食らいついているダニ」などと言って嫌っている。
上田宏
演 - 永島敏行
19歳。殺人事件の被告人。殺人及び死体遺棄の容疑者。精機工場で見習い工員として働いた後、造船所の工員に転職。本人によると凶器とされるナイフは脅すつもりで所持をしていただけで、意図的な殺人を否定する。検事側の調書には、「(被告人は)勤勉で温良な性格」と書かれている。
坂井ハツ子
演 - 松坂慶子
23歳。ヨシ子の姉。殺人事件の被害者。胸部をナイフで刺されて出血多量により亡くなる。実家がある町でスナック『カトレア』を経営。以前は東京新宿のキャバレーでホステスとして働いていた。冒頭陳述では、ヨシ子が宏の子を妊娠し、二人の駆け落ちの計画を知ったハツ子が宏を咎めたため殺されたとされる。
花井先生
演 - 山本圭
中学校教師で、宏は元教え子。菊地の知人。宏について環境が悪いせいで彼はダメになったと考えている。菊地から、証人として出廷予定の宮内と多田への聞き込み、及び被害者と加害者の家庭環境の調査を依頼される。
桜井京子
演 - 夏純子
ハツ子の死後、宮内の部屋で一緒に暮らし始める。がさつな言動をする女。事件後、宮内について聞き込みに訪れた花井を玄関先であしらう。
上田喜平（きへい）
演 - 佐野浅夫
宏の父。農業で生計を立てている。花井によると妻の死から1年も経たない内に芸者を妾にしたとのこと。事件の原因は、ヨシ子とハツ子の育った環境が悪かったせいだと被害者家族を批判する。
篠崎かね
演 - 北林谷栄
青果店を営むおばさん。裁判の証人。事件当日、宏とハツ子が自転車に二人乗りして店の前を通りかかるのを目撃する。
野口陪席判事
演 - 中野誠也
裁判では右陪席(向かって左)に座る判事。作中の裁判で証人、弁護士、検事の発言などを巡って公判後にその都度谷本や矢野たちと意見を交わす。
矢野陪席判事
演 - 磯部勉
裁判では左陪席に座る判事。野口より若い判事。まだ裁判の経験が浅いらしく谷本から色々と助言されている。
田淵（神奈川日報記者）
演 - 穂積隆信
検事の論告終了時に電話で記者仲間らしき相手に状況を伝える。
多田三郎
演 - 丹古母鬼馬二
『カトレア』の常連客。裁判の証人。護岸工事の労務者。宮内のことを知る人物。事件前夜に『カトレア』でハツ子が赤い手帳を見ていたことを証言する。
山岸待子（女性ウィーク・リー記者）
演 - 富永千果子
富岡秀次郎（ひでじろう）
演 - 加藤佳男
宏が過去に働いていた工場の元同僚。裁判の証人。工場退職後は、父親が自営する車両整備会社で働く。事件当日宏が引っ越し用に軽トラを借りに来た時のことを証言する。
滝川（女性ウィーク・リー記者）
演 - 当銀長太郎
房次（すみ江の夫）
演 - 浜田寅彦
すみ江の二番目の夫。喜平によるとすみ江の前夫の死後に再婚した男で、坂井家の家財や土地の一部を勝手に売ったと言われている。
看守
演 - 加藤健一
容疑者の宏と、面会に訪れたヨシ子の会話を聞き、未成年のヨシ子が妊娠していることに驚く。
中学校教師（花井の同僚）
演 - 綿引洪（現：綿引勝彦）
未成年の犯罪者について花井に対して持論を展開する。花井とは考えが対立するものの、助言するなど気にかける。
キャバレーの客（ハツ子に絡む客）
演 - 桑山正一
キャバレーでハツ子のことを気に入るが、調子に乗りすぎてトラブルを起こす。
やくざ風の男
演 - 志賀勝
宮内が東京にいた頃、仲間と共に長ドスで襲う。
やくざ風の男
演 - 片桐竜次
宮内が東京にいた頃、仲間と共に長ドスで襲う。
やくざ風の男
演 - 成瀬正
宮内が東京にいた頃、仲間と共に長ドスで襲う。
天野巡査
演 - 早川雄三
米子雑誌主人
演 - 山本一郎

坂井すみ江
演 - 乙羽信子
ヨシ子とハツ子の母。ハツ子を失った悲しみはあるが、被告人である宏に対しては刑が軽くなることを祈ったり、ヨシ子と二人で幸せになることを願っている。前夫とは死別で、その後再婚するが相手とは別れている。
大村吾一
演 - 西村晃
遺体発見現場の土地の所有者及び、ハツ子の死体第一発見者。裁判の証人。宏のことは子供の頃から知っており、事件当日宏に偶然会っている。
宮内辰造
演 - 渡瀬恒彦
やくざらしき男でハツ子のヒモ。裁判の証人。ホステス時代のハツ子の恋人で、別れた後ハツ子と再会し『カトレア』に入り浸る。事件当日ハツ子と会っていたことを証言する。
谷本裁判長
演 - 佐分利信
本件の裁判を仕切る。菊地とは同じ大学出身。証人たちが思い込みや嘘の証言をするため進行に手を焼く。宏が成人になる時期が近づいているため、迅速かつ公平に裁判を見極めたいと考える。
清川民蔵
演 - 森繁久彌
金物屋の主人。裁判の証人。事件当日、宏が店の商品である登山ナイフを購入した時のことを証言する。

### 受賞
- 第2回日本アカデミー賞
  - 最優秀作品賞
  - 最優秀監督賞
  - 最優秀脚本賞
  - 最優秀主演女優賞
  - 最優秀助演男優賞
  - 技術賞（撮影の川又昂に対して）・美術賞[要出典]・主演女優賞（大竹しのぶ）
  - 助演男優賞（渡瀬恒彦）
- 第33回毎日映画コンクール
  - 日本映画大賞
  - 監督賞
  - 脚本賞
  - 撮影賞
  - 美術賞
- 第21回ブルーリボン賞
  - 監督賞
  - 助演男優賞（渡瀬恒彦）
  - 新人賞（永島敏行）
- 第52回キネマ旬報ベスト・テン
  - 助演女優賞（大竹しのぶ）
  - 助演男優賞（渡瀬恒彦）
  - 日本映画第4位
- 文化庁芸術選奨文部大臣賞（野村芳太郎）
- 第3回報知映画賞
  - 助演男優賞（渡瀬恒彦）
  - 助演女優賞（大竹しのぶ）

## テレビドラマ

### NHK総合（若山富三郎版）
『ドラマ人間模様』枠でシリーズ化されて放送された。
1978年4月9日から4月30日放送の「事件」（全4回）のみ大岡の原作に基づいている（脚本は中島丈博）。それ以後の5作品はすべて、菊池弁護士というキャラクターをそのまま使った早坂暁のオリジナル脚本による（大岡は原案としてクレジットされている）。

#### シリーズ
- 1978年4月9日 - 4月30日：事件（全4回）
- 1979年6月10日 - 7月8日：続・事件 海辺の家族（全5回）
- 1980年9月14日 - 10月5日：続・続 事件 月の景色（全4回）
- 1981年9月6日 - 10月4日：新・事件 わが歌は花いちもんめ（全5回）
- 1982年9月12日 - 10月10日：新・事件 ドクター・ストップ（全5回）
- 1984年11月17日 - 12月22日：新・事件 断崖の眺め（全6回）

#### スタッフ（若山富三郎版）
- 脚本：中島丈博（1978年の「事件」のみ）
- 脚本：早坂暁（1979年からの続・事件、続・続事件、新・事件の全話）
- 制作：小林猛（事件、続、続・続）→勅使河原平八（花、ドクター）→岡田勝（断崖）
- 音楽：間宮芳生
- 演出：深町幸男　ほか

#### キャスト（若山富三郎版）
- 菊地大三郎：若山富三郎
- 菊地志那子：高沢順子
- 花井武志：草野大悟
- 谷裁判長：中村伸郎（続 - ）

##### 事件（1978年4月9日 - 4月30日・全4回）
- 原作：大岡昇平
- 演出：深町幸男
- 脚本：中島丈博
- 坂井ハツ子：いしだあゆみ
- 坂井ヨシ子：大竹しのぶ
- 坂井すみ江：佐々木すみ江
- 坂井キネ：鈴木光枝
- 上田宏：丹波義隆
- 岡部検察官：勝部演之
- 宮内辰造：石橋蓮司
- 清川民蔵：沼田曜一
- 上田喜平：垂水悟郎
- 篠崎かね：北城真記子
- 大村吾一：殿山泰司
- 谷本裁判長：宮口精二
- その他：奥村公延、三上寛

※大竹は映画版と同じ役を演じ、テレビでの被告、上田宏を演じたのは映画版で菊地を演じた丹波哲郎の長男義隆だった。
※視聴率は、第1回16.3%・第2回14.0%・第3回15.4%・最終回15.6%。

##### 続・事件 海辺の家族（1979年6月10日 - 7月8日・全5回）
- 脚本（オリジナル）：早坂暁[11]
- 浜村フミ子：中村玉緒
- 土居政男：綿引洪
- 浜村栄一：谷村昌彦
- 浜村美津子：若狭奎子
- 浜村晴美：五十嵐めぐみ
- 浜村努：岸部一徳
- 浜村勝治：笠智衆
- 木浦検察官：鈴木瑞穂

##### 続・続 事件 月の景色（1980年9月14日 - 10月5日・全4回）
- 脚本（オリジナル）：早坂暁
- 月崎守：佐藤浩市
- 月崎泰子：岸惠子
- 瀬野雄一：赤塚真人
- 宮沢アキ：夏江麻岐
- 宮沢時子：中原ひとみ
- 奥田文江：近衛れい子
- 清水米子：大滝子
- 土屋信夫：佐藤英夫
- 桑野市子：浅茅陽子
- 滝内検事：戸浦六宏
- ホテル主人：内海桂子

##### 新・事件 わが歌は花いちもんめ（1981年9月6日 - 10月4日・全5回）
- 脚本（オリジナル）：早坂暁
- 君原恵子・宮口トミ子：樫山文枝
- ナオミ：岸本加世子
- 宮口正雄：桜井センリ
- 宮口ヒロミ：斎藤ゆかり
- 宮口ウメ：鈴木光枝
- 原田昭一：ケーシー高峰
- 君原邦枝：佐々木すみ江
- 小坂静子：岸田今日子
- 一色検事：岸田森
- 広岡：下條アトム
- 山浦：殿山泰司
- 旅館主人：楠トシエ
- その他：斎藤洋介、及川ヒロオ、たこ八郎、桜むつ子

##### 新・事件 ドクター・ストップ（1982年9月12日 - 10月10日・全5回）
- 脚本（オリジナル）：早坂暁[12]
- 勝見晴江：松尾嘉代
- 相沢清二：松田優作
- 浅川守：松任谷正隆
- 島本ツトム：時任三郎
- 落合二三子：佐藤オリエ
- 落合秀夫：山本亘
- 渡辺喜久子：生田悦子
- 堤検事：生井健夫
- 大野木医師：角野卓造

##### 新・事件 断崖の眺め（1984年11月17日 - 12月22日・全6回）
- 脚本（オリジナル）：早坂暁
- 佐野ミキ：いしだあゆみ
- 野々村浩二：小林薫
- 時川順子：黛ジュン
- 邦沢晴彦：三田村邦彦
- 谷崎薫：二谷友里恵
- 今泉信江：丘さとみ
- 栗原弁護士：原康義
- 佐々木判事：山崎満
- 八木医師：庄司永建
- 高橋検事：石田弦太郎
- 山本検事：河原崎長一郎
- 関：織本順吉
- その他：根上忠、荻野目洋子、小野武彦

| NHK総合 ドラマ人間模様                 | NHK総合 ドラマ人間模様                                   | NHK総合 ドラマ人間模様                             |
| 前番組                                 | 番組名                                                   | 次番組                                             |
| -------------------------------------- | -------------------------------------------------------- | -------------------------------------------------- |
| サーカス （1977年10月27日）            | 事件 （1978年4月9日 - 4月30日）                          | 夫婦 （1978年5月7日 - 6月25日）                    |
| 花笑み （1979年5月13日 - 6月3日）      | 続・事件 海辺の家族 （1979年6月10日 - 7月8日）           | 親と子と （1979年7月15日 - 8月5日）                |
| 絆 （1980年7月13日 - 8月10日）         | 続・続 事件 月の景色 （1980年9月14日 - 10月5日）         | 愛が裁かれるとき （1980年10月19日 - 11月9日）      |
| 蒼い光芒 （1981年7月26日 - 8月16日）   | 新・事件 わが歌は花いちもんめ （1981年9月6日 - 10月4日） | 海峡 （1981年10月11日 - 11月8日）                  |
| とおりゃんせ （1982年7月4日 - 8月1日） | 新・事件 ドクター・ストップ （1982年9月12日 - 10月10日） | 太陽の子～てだのふあ （1982年10月17日 - 11月14日） |
| 大阪暮色 （1984年9月1日 - 9月22日）    | 新・事件 断崖の眺め （1984年11月17日 - 12月22日）        | 家族あわせ （1985年1月12日 - 2月2日）              |

### テレビ朝日（北大路欣也版）
1993年6月12日に放送された。のちシリーズ化されている。

#### スタッフ（北大路欣也版）
- 脚本：安部徹郎
- 監督：五木田亮一
- 音楽：坂田晃一

#### キャスト（北大路欣也版）
- 菊地大三郎：北大路欣也
- 岡部貞吉：西岡徳馬
- 坂井ヨシ子：渡辺梓
- 坂井ハツ子：松田美由紀
- 宮内辰造：長谷川初範
- 花井武志：新井康弘
- 上田喜平：山田吾一
- 坂井すみ江：白川和子
- 大村吾一：三角八朗
- 桜井京子：佐藤恵利
- 上田宏：斉藤隆治
- 滝川民蔵：谷幹一

ほか

### WOWOW（椎名桔平版）
『連続ドラマW 事件』のタイトルで、2023年8月13日から9月3日まで、WOWOWの「連続ドラマW」枠にて放送・配信された。主演は椎名桔平。

#### キャスト（椎名桔平版）

##### 主要人物
菊地大三郎
演 - 椎名桔平
高橋・坪田法律事務所の弁護士。元裁判官。高橋茂樹の頼みで上田宏の弁護を担当することになる。

##### 高橋・坪田法律事務所
坪田真紀子
演 - ふせえり
事務所の共同代表弁護士。
大崎志那子
演 - 貴島明日香
クラーク。法律家志望。
高橋茂樹
演 - 髙嶋政宏
事務所の共同代表弁護士。菊地の大学時代からの親友。

##### 事件関係者
坂井葉津子〈23〉
演 - 北香那
松野市でスナック「白磁」を経営する女性。大村建総の資材置き場で刺殺体で発見される。
高校中退後、家族に黙って東京に行き、新宿歌舞伎町でキャバ嬢として4年間働いていた。一昨年、地元に戻ってスナック「白磁」をオープン。その当時高校生の宏と佳江も、お喋りしによく店を訪れていた。
上田宏〈19〉
演 - 望月歩
大学生。佳江の幼馴染で交際相手。葉津子を殺害し、死体を遺棄したとして逮捕される。
12歳の時に母と死別しており、その後、父と弟妹との4人暮らしをしていた。
坂井佳江〈19〉
演 - 秋田汐梨
葉津子の妹。宏と交際しており、妊娠している。
宮内辰哉
演 - 高橋侃
東京から葉津子を追いかけてきた男性。スナック「白磁」に居座って営業妨害していた。東京にいたころの葉津子の交際相手。
大村吾一
演 - 中村シユン
葉津子の遺体の第一発見者。建築会社「大村建総」を経営している。「白磁」の客で、未払いの売掛金があった。
桜井京子
演 - 仁村紗和
宮内の現在の交際相手。宮内が葉津子から取り上げた「白磁」の経営をまかされていたが、ほどなくして閉店している。

##### 裁判関係者
岡部梢乃
演 - 入山法子
神奈川地検のエース検事。やり手で弁護士から恐れられている。
住浦健太
演 - 見津賢
神奈川地検で岡部の同僚検事。
谷本一夫
演 - 永島敏行
宏の事件の裁判長。
野口、矢野
演 - 安田カナ、日野出清
右陪席・左陪席の裁判官。
裁判員
演 - 古河耕史（役名：浅川）、平良太宣（役名：中村悠里）、阿蘇小百合（役名：三品清華）、水木薫（役名：山下）、杉本凌士（役名：近藤泰幸）、友松栄（役名：丹羽）
宏の事件の裁判員。
予備員
演 - 伊東尚哉、鈴木秀治
上記の予備裁判員。
裁判書記官、廷吏
演 - 井上貴々、佐藤侑梨

##### その他
上田喜平
演 - 堀部圭亮
宏の父。先祖代々の大地主の家系で市議会議員。宏と佳江の交際を反対していた。
坂井すみ江
演 - いしのようこ
葉津子と佳江の母。葉津子が5歳の時に夫を事故で亡くしている。

##### ゲスト
第1話
多田三郎
演 - 山口勝平（第2話・第3話）
「白磁」の常連。葉津子の葬儀で宮内辰哉に「お前のせいだ」と因縁をつけ、突き飛ばされる。
佐藤友義
演 - 岡部ひろき
5年前、菊地判事が裁判官時代に担当した被告人。菊地判事宛に冤罪を訴える遺書を残して収監先で自殺している。
職員
演 - 宮本崇弘
菊地裁判官に佐藤友義の自殺を伝える神奈川地検職員。
女性
演 - 坂内愛
葬儀場で宮内の噂話をする女性。
刑事
演 - 坂口衛
上田宏の病室を警護する刑事。
第2話
清川民生
演 - 福地展成（第3話）
金物屋のアルバイト。上田宏にナイフを売った時の様子を証言する。
キャバ嬢
演 - 西森由美子、かのうみゆ
キャバクラ「aishia」のキャスト。宮内の悪い噂を菊地に教える。
富岡
演 - 嶋村誓優
宏の友人。駆け落ちする宏に軽トラを貸してあげる。
隣人
演 - 夏野まあや（第3話）
宮内のアパートの隣人。
第3話
黒羽
演 - 奥田洋平
葉津子らがまだ学生の頃、坂井家に家賃の取り立てに来た不動産屋。
記者
演 - 福田浩之、勝俣英明
裁判官時代の菊地に佐藤友義被告の自殺の件を問い詰める記者たち。
最終話
警務官
演 - 後藤公太

#### スタッフ（椎名桔平版）
- 原作 - 大岡昇平『事件』（創元推理文庫刊）[13][39]
- 企画・プロデュース - 大木綾子[39]
- 脚本 - 三田俊之、保木本真也[39]
- 音楽 - 横山克[39]
- 監督 - 水田成英[39]
- プロデューサー - 大原康明、大瀬花恵[39]
- 制作協力 - FCC[39]
- 製作著作 - WOWOW[39]

#### 放送日程（椎名桔平版）
| 各話   | 放送日  |
| ------ | ------- |
| 第一話 | 8月13日 |
| 第二話 | 8月20日 |
| 第三話 | 8月27日 |
| 最終話 | 9月03日 |

| WOWOW 連続ドラマW                            | WOWOW 連続ドラマW               | WOWOW 連続ドラマW                            |
| 前番組                                       | 番組名                          | 次番組                                       |
| -------------------------------------------- | ------------------------------- | -------------------------------------------- |
| フィクサー Season2 （2023年7月9日 - 8月6日） | 事件 （2023年8月13日 - 9月3日） | 湊かなえ「落日」 （2023年9月10日 - 10月1日） |